# Fair Haven (Nova Jersey)
Fair Haven és una població dels Estats Units a l'estat de Nova Jersey. Segons el cens del 2007 tenia 5.920 habitants.

## Demografia
Segons el cens del 2000, Fair Haven tenia 5.937 habitants, 1.998 habitatges, i 1.658 famílies. La densitat de població era de 1.372,6 habitants/km².
Dels 1.998 habitatges en un 47,6% hi vivien nens de menys de 18 anys, en un 72,1% hi vivien parelles casades, en un 9,3% dones solteres, i en un 17% no eren unitats familiars. En el 15,2% dels habitatges hi vivien persones soles el 7,3% de les quals corresponia a persones de 65 anys o més que vivien soles. El nombre mitjà de persones vivint en cada habitatge era de 2,97 i el nombre mitjà de persones que vivien en cada família era de 3,33.
Per edats la població es repartia de la següent manera: un 33% tenia menys de 18 anys, un 4% entre 18 i 24, un 28,5% entre 25 i 44, un 24,1% de 45 a 60 i un 10,3% 65 anys o més.
L'edat mediana era de 37 anys. Per cada 100 dones de 18 o més anys hi havia 87,9 homes.
La renda mediana per habitatge era de 97.220 $ i la renda mediana per família de 109.760 $. Els homes tenien una renda mediana de 83.657 $ mentre que les dones 51.389 $. La renda per capita de la població era de 44.018 $. Aproximadament l'1,6% de les famílies i el 2,3% de la població estaven per davall del llindar de pobresa.

## Poblacions més properes
El següent diagrama mostra les poblacions més properes.